# UK (groupe)
Pour les articles homonymes, voir UK.
UK est un groupe de rock progressif britannique, originaire d'Angleterre. Il se forme en 1978 avec deux anciens musiciens de King Crimson, John Wetton à la basse et au chant et Bill Bruford à la batterie, Allan Holdsworth à la guitare (ex-Soft Machine et Pierre Moerlen's Gong) ainsi qu'Eddie Jobson aux claviers et violon (ex-Curved Air et ex-Frank Zappa). Le groupe publie son premier album en 1978, avant que Holdswosth et Bruford ne le quittent. Seul ce dernier est remplacé par Terry Bozzio à la batterie qui a joué avec Zappa. Deux albums suivent, un en concert et un en studio, avant que le groupe ne se sépare en 1979. 
Le groupe se reforme ensuite en 2009, puis entre 2011 et 2015, avec Eddie Jobson et John Wetton : divers musiciens se succèdent à la guitare et à la batterie. Le groupe prend fin définitivement à la mort de John Wetton début 2017 (suivie peu de temps après par le décès du guitariste originel Allan Holdsworth).

## Biographie

### Débuts
John Wetton (anciennement de Family, Uriah Heep et Roxy Music) et Bill Bruford (anciennement de Yes) travaillent ensemble avec King Crimson de 1972 à 1974, lorsque le guitariste Robert Fripp dissout le groupe. En juillet 1976, Bruford assiste Wetton sur des démos initialement proposées pour un album solo de Wetton (deux de ces démos ont été publiées sur la compilation Monkey Business en 1998). En septembre 1976, ils forment un groupe avec le claviériste Rick Wakeman, qui a déjà travaillé avec Bruford dans Yes. Le projet est arrêté après des répétitions par le label de Wakeman. Selon Bruford, « A&M Records n'était pas disposé à laisser leur "star", Wakeman, repartir avec la section rythmique de King Crimson usée et l'idée a échoué ».
Bruford et Wetton approchent ensuite Robert Fripp pour reformer King Crimson. Lorsque ce dernier refuse, Bruford et Wetton choisissent chacun un musicien afin de former un nouveau groupe : Wetton fait venir Eddie Jobson (anciennement de Curved Air, Roxy Music et du groupe de Frank Zappa), qu'il a rencontré pendant sa brève période en tant que bassiste en tournée avec Roxy Music, le « volant » ainsi à Zappa avec qui il joue a l'époque. Quant à Bruford il recrute Allan Holdsworth (anciennement de Soft Machine, Pierre Moerlen's Gong, Tempest et Tony Williams Lifetime) qui a joué sur le premier album solo de Bruford, Feels Good to Me (1978).
La formation du groupe coïncide avec l'introduction du synthétiseur Yamaha CS-80, et cet instrument devient une partie intégrante de leur son en développement.
U.K. sort son premier album homonyme en 1978 et entame une tournée aussitôt après. Après deux longues tournées américaines (de juin à octobre 1978), Wetton et Jobson décident de se séparer de Holdsworth pour des différences musicales.

### Période en trio
Allan Holdsworth et Bill Bruford quittent le groupe après les deux premières tournées, à la demande expresse des responsables de la maison de disque qui souhaitaient un album plus commercial, ce avec quoi ils ne sont pas d'accord. Ils se retrouvent sur le projet Bruford. Les deux musiciens restants, Wetton et Jobson, pensent alors à ne pas recruter de nouveau guitariste et se contentent d’aller chercher le batteur américain Terry Bozzio (avec lequel Jobson a joué d'ailleurs sur deux albums de Frank Zappa, Zappa in New-York et Philly '76) pour continuer en trio. L'idée du trio claviers-basse-batterie ayant déjà fait ses preuves avec des formations comme Egg, Emerson, Lake and Palmer et Triumvirat, le groupe décide donc de poursuivre sous cette forme.
La nouvelle formation sort l'album studio Danger Money en 1979, qui contient la chanson Nothing to Lose, qui atteint la 67e place des charts britanniques. Le groupe effectue une tournée lors de laquelle est enregistré le live Night After Night, puis le groupe se dissout après cet ultime effort. Sorti en 1999, Concert Classics, Vol. 4 est un album issu de la première tournée, puis un DVD est publié en 2011, Reunion : Live in Japan.

### UKZ et retour
En octobre 2007, Jobson annonce un nouveau groupe, UKZ, avec Lippert et l'ancien guitariste et bassiste King Crimson Trey Gunn entre autres, qui a sorti un EP intitulé Radiation en mars 2009. À la fin 2009, Jobson et Wetton parlent tous deux d'une possible reformation. Une tournée britannique de réunion en février et mars 2010 avec Jobson, Wetton, Marco Minnemann à la batterie (de UKZ) et Greg Howe (Victor Wooten, Vitalij Kuprij, Michael Jackson) à la guitare, est décrite aux promoteurs, mais pas confirmée par Wetton. Wetton et Jobson qui donnent ainsi trois concerts en Pologne en novembre 2009 dans le cadre du projet Ultimate Zero (U-Z) de Jobson. La formation présente également Minnemann, Howe, et Tony Levin (Stick). Elle joue des pièces de UK et King Crimson. Un CD compilé à partir de diverses interprétations U-Z de 2009, intitulé Ultimate Zero Tour - Live, incluant plusieurs titres des spectacles polonais, est ensuite publié.
Il est annoncé le 11 février 2011, et plus tard confirmé par John Wetton sur son site web, que UK s'est reformé pour jouer deux spectacles au Japon les 15 et 16 avril 2011. La formation comprend Jobson et Wetton, avec Minnemann et Alex Machacek batterie et guitare respectivement. Des dates aux États-Unis, y compris un spectacle à San Francisco, sont également annoncées et interprétées en avril 2011. Un DVD intitulé Reunion: Live in Tokyo est tiré de ces émissions et officiellement publié en 2013. L'ancien batteur Bozzio rejoint ensuite pour une tournée américaine en 2012. La formation pour la tournée européenne suivante comprend des musiciens supplémentaires : Gary Husband (batterie) et un retour Alex Machacek à la guitare.
En 2013, UK fait une tournée Azure Seas avec Machacek de nouveau à la guitare, et une tournée de la côte Est avec Virgil Donati qui remplace Bozzio, qui avait de nouveau quitté le groupe. Le 8 novembre de la même année, le groupe présente également un concert spécial de leurs deux albums studio à Kawasaki, au Japon. Le batteur de ce concert spécial est Marco Minnemann. UK apparait dans l'édition 2014 du festival de rock progressif Cruise to the Edge. La formation comprend alors à nouveau Machacek et Donati. En 2015, le groupe annonce sa dernière tournée mondiale aux côtés du batteur Mike Mangini (de Machacek et Dream Theater).

## Membres

### Membres sur les albums
- Eddie Jobson - claviers, synthétiseur, violon (1977-1980, 2009, 2011-2015)
- Allan Holdsworth  (†) - guitare (1977-1978), mort le 15 avril 2017
- John Wetton  (†) - basse, chant (1977-1980, 2009, 2011-2015), mort le 31 janvier 2017
- Bill Bruford - batterie (1977-1978)
- Terry Bozzio - batterie (1979-1980, 2012-2013)

### Musiciens de concerts
- Trey Gunn - basse, stick (2009, U-Z Project)
- Greg Howe - guitare (2009, U-Z Project)
- Alex Machacek - guitare (2011-2015)[8]
- Marco Minneman - batterie (2011-2013)
- Gary Husband - batterie (2012)
- Virgil Donati - batterie (2013-2014)
- Mike Mangini - batterie (2015)

## Discographie

### Albums studio
- 1978 : UK
- 1979 : Danger Money

### Albums live.
- 1979 : Night After Night
- 1999 : Concert Classics, Vol. 4
- 2007 : Live in America
- 2007 : Line in Boston
- 2009 : Ultimate Zero Tour - Live (projet Ultimate Zero de Eddie Jobson et John Wetton)
- 2013 : Reunion: Live in Tokyo

## DVD
- 2011 : Reunion Live in Japan (DVD)